# Лисець (Ловецька область)
Ли́сець (болг. Лисец) — село в Ловецькій області Болгарії. Входить до складу общини Ловеч.

## Населення
За даними перепису населення 2011 року у селі проживали 814 осіб.
Національний склад населення села:
| Національність   | Кількість осіб | Відсоток |
| ---------------- | -------------- | -------- |
| болгари          | 776            | 96,8%    |
| турки            | 22             | 2,7%     |
| цигани           | 0              | 0%       |
| Всього відповіли | 802            |          |

Розподіл населення за віком у 2011 році:
Динаміка населення: